# Franz Coronini-Cronberg

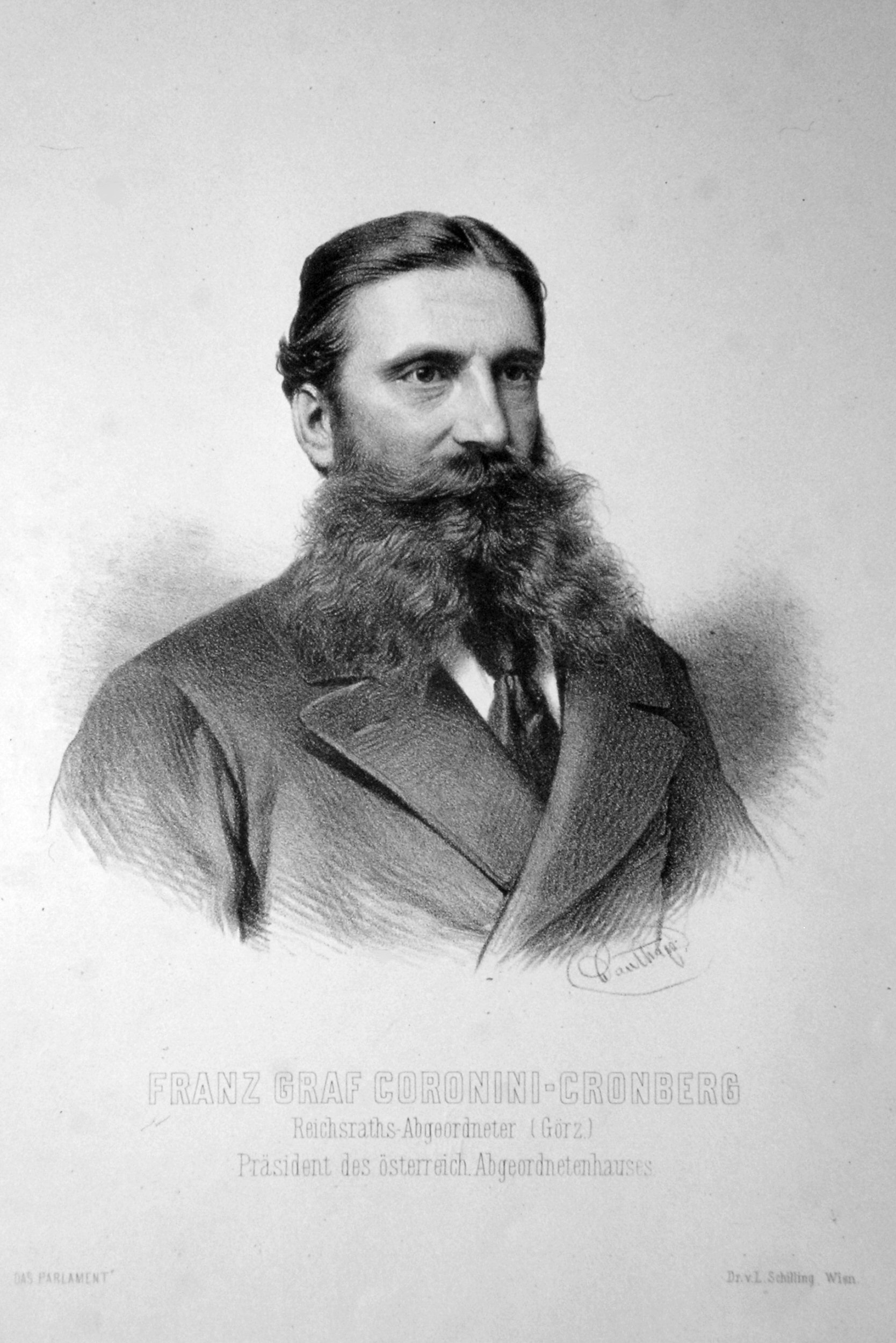
Franz Graf Coronini-Cronberg, Lithographie von Adolf Dauthage, 1861

Franz Carl Graf Coronini-Cronberg (* 18. November 1833 in Görz; † 25. August 1901 in St. Peter bei Görz) war ein österreichischer liberaler Politiker. Er war von 1871 bis 1895 Abgeordneter zum Reichsrat, 1879 bis 1881 Präsident des Abgeordnetenhauses und ab 1897 Mitglied des Herrenhauses. Zudem war er 1870–1877 und 1883–1899 Landeshauptmann des Kronlandes Görz und Gradisca.

## Leben
Franz Coronini-Cronberg entstammte der ursprünglich lombardischen, seit dem 16. Jahrhundert in der Grafschaft Görz ansässigen Adelsfamilie Coronini von Cronberg, die seit 1687 den Reichsgrafenstand hatte. Er war der Sohn des Feldmarschalleutnants und Gutsbesitzers Johann Baptist Coronini-Cronberg. Sein Vater war der Erzieher des späteren Kaisers Franz Joseph, sodass Franz Coronini-Cronberg in seiner Kindheit zusammen mit diesem und Eduard Taaffe erzogen wurde. Ab 1841 besuchte er das Schottengymnasium in Wien, nach den Philosophischen Jahrgängen studierte er 1849–1850 Rechtswissenschaft an der Universität Wien. Dann schlug er aber eine Militärlaufbahn ein, wurde 1850 Unterleutnant in einem Dragonerregiment, 1859 Major im Adjutantenkorps. Ab 1865 Oberstleutnant im 2. Kürassierregiment, zeichnete er sich während des Preußisch-Österreichischen Krieges 1866 in der Schlacht von Königgrätz aus (die Österreich jedoch verlor) und nahm 1867 als Oberst seinen Abschied.
Er zog auf sein Gut in St. Peter bei Görz, wo er 1870 Präsident der Landwirtschaftsgesellschaft von Görz und Gradisca wurde (bis 1901). Im selben Jahr wurde er in den Landtag von Görz und Gradisca gewählt (bis 1899) sowie zum Landeshauptmann dieses Kronlandes ernannt (bis 1877). Bei einer Nachwahl wurde er 1871 Abgeordneter des Großgrundbesitzes von Görz und Gradisca, der Stadt Görz und der Handels- und Gewerbekammer Görz im österreichischen Reichsrat (das Abgeordnetenhaus wurde damals noch nach „Kurien“ gewählt). Er gehörte anfangs zum deutschliberalen Klub der Linken, ging bei den Verhandlungen über den zweiten Ausgleich (1876) zum Fortschrittsklub über, der ihn 1877 zu seinem Obmann wählte. Er trennte sich aber 1878 von diesem Klub, da er ein eifriger Annexionist war und die „Orientpolitik“ des Außenministers Gyula Andrássy, namentlich die Okkupation Bosniens, entschieden billigte. Diese unterstützte er auch in seiner Funktion als Präsident der Delegation des Reichsrates, die zusammen mit Vertretern des ungarischen Parlaments über die gemeinsamen Angelegenheiten der Doppelmonarchie beriet. 
Am 14. Oktober 1879 wurde Coronini-Cronberg zum Präsidenten des Abgeordnetenhauses gewählt. Das Amt legte er im März 1881 wegen Differenzen mit der Verfassungspartei nieder und bildete 1882 den regierungsfreundlichen „Klub des liberalen Zentrums“ im Abgeordnetenhaus, der nach seinem Obmann auch „Coronini-Klub“ genannt wurde. 1883 wurde er zum zweiten Mal zum Landeshauptmann von Görz und Gradisca ernannt und behielt dieses Amt bis 1899. Er legte sein Reichsratsmandat 1895 nieder, weil er keine Aussicht mehr sah, angesichts der nationalen Gegensätze zufriedenstellend wirken zu können. 1897 wurde er auf Lebenszeit zum Mitglied des Herrenhauses ernannt und war dort bis 1898 Obmann der Mittelpartei.

## Familie

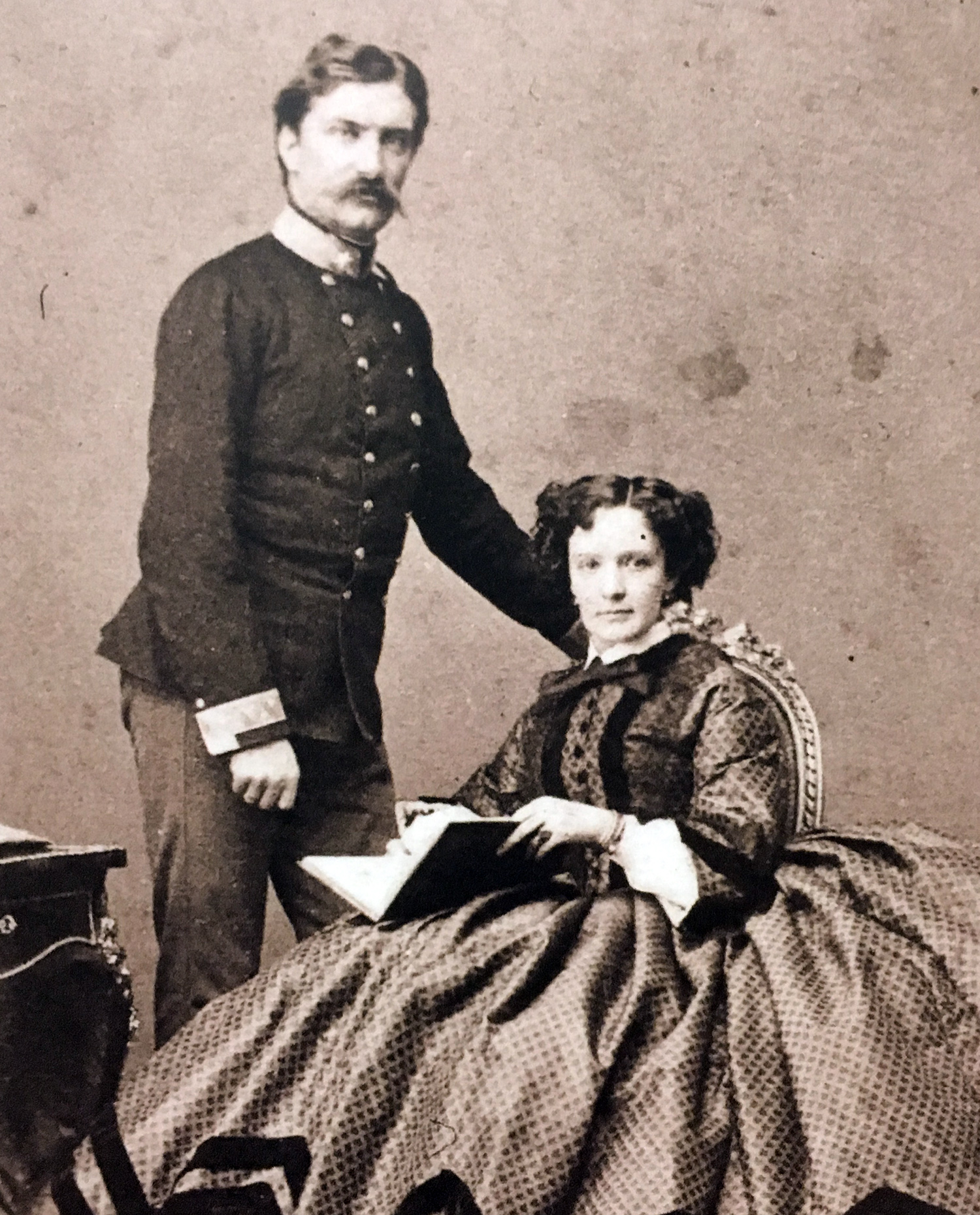
Franz und Selma Coronini-Cronberg

Er war seit 1856 mit Anselma Sophie, Gräfin von Christalnigg von und zu Gillitzstein (* 1. September 1832; † 21. Oktober 1919) verheiratet. Das Paar hatte folgende Kinder:
- Rudolf Maria Johannes Alexius, Graf Coronini von Cronberg Freiherr von Oelberg (* 24. Juni 1860; † 21. April 1918) ⚭ Marianne Irene Elisabeth Philomena Liberta, Gräfin von Oppersdorff (* 11. April 1871; † 29. Juli 1965)
- Anna Maria Sofia Alessandra (* 14. November 1861; † 27. April 1862)
- Anselma (* 1. August 1863)
- Alberto (* 10. August 1864)
- Gisella (* 5. November 1866; † 5. Januar 1868)